# 岩間和夫
岩間 和夫（いわま かずお、1919年2月7日 - 1982年8月24日）は日本の技術者、経営者、実業家である。第4代ソニー社長。トランジスタに着目し、日本における半導体産業の基盤を創った男ともいわれた。愛知県名古屋市出身。

## 来歴・人物
「井深が見つけ、岩間が作り、盛田が売った」と語られ、ソニー第三の創業者と評されることも多い。妻は盛田久左衛門の長女・菊子（盛田昭夫の妹）で、義兄に盛田元社長の盛田和昭、義弟にソニー生命保険元会長の盛田正明がいる（正明は高嶋ちさ子の義父）。東京帝国大学（現・東京大学）理学部地球物理学科卒。東京通信工業（現・ソニー）入社前は東京帝国大学地震研究所（現・東京大学地震研究所）に所属していた。戦時中はレーダー撹乱作戦に従事し日本軍のキスカ島撤退作戦に貢献した。

## 略歴
- 1946年 - 東京通信工業に入社。
- 1954年 - ウエスタン・エレクトリック（WE）を見学し、そこで得たトランジスタの製造技術をまとめた「岩間レポート」を作成。
- 1976年1月 - ソニー社長就任。
- 1982年8月24日 - ソニー社長在任中に腸がんにより死去。63歳没。墓所は鎌倉霊園。

## 特筆すべきこと

### 製品
- トランジスタ

1948年にトランジスタが世に発表されたが、歩留まりや温度特性の悪さなどからラジオへの使用は当時現実的ではないとされていた。しかし、東通工はトランジスタラジオの開発を決定し、そのトランジスタに関する研究が必要となった。そこで、1954年に当時東通工の取締役であった岩間は米国のウエスタン・エレクトリック（WE）へ赴いた。そして、工場を見学し、そこで得たトランジスタに関する製造技術をまとめた「岩間レポート」を作成し、それを東京の東通工へ日々送り続けた。このレポートを参考として、東通工で世界初となるトランジスタラジオの試作品が実現された。
- CCDイメージセンサ

1969年にアメリカのベル研究所によりCCD（Charge Coupled Device）が発表された。このCCDに対し、ソニー中央研究所研究員であった越智成之は興味を持ち、様々な機器を試作していた。その時、当時副社長兼ソニー中央研究所所長であった岩間はこのCCDの将来性を感じ取り、本格的な開発を指揮した。その際、岩間は「CCDを使って5年以内に、5万円のビデオカメラをつくるんだ。競争相手は電機メーカーではない。フィルムメーカーのイーストマン・コダック社だよ。」と述べたといわれる。そして、ソニーは1970年からCCDカメラの研究開発を開始し、その8年後の1978年についにそのCCDカメラの開発に成功した。岩間の功績により、没後の岩間の墓石にはCCDチップが埋め込まれている。

## 関係人物
- 菊池誠 - ソニー株式会社 中央研究所長。岩間の後任としてトランジスタの基礎研究を行った。